# Museum am Rothenbaum
Museum am Rothenbaum är ett etnologiskt museum i Hamburg som grundades 1879. Det är idag ett av de största etnologiska museerna i Europa. De cirka 350 000 föremålen i samlingen besöks varje år av cirka 180 000 besökare. Det ligger i stadsdelen Rotherbaum i stadsdelsområdet Eimsbüttel i Hamburg vid Rothenbaumchaussee-avenyn.

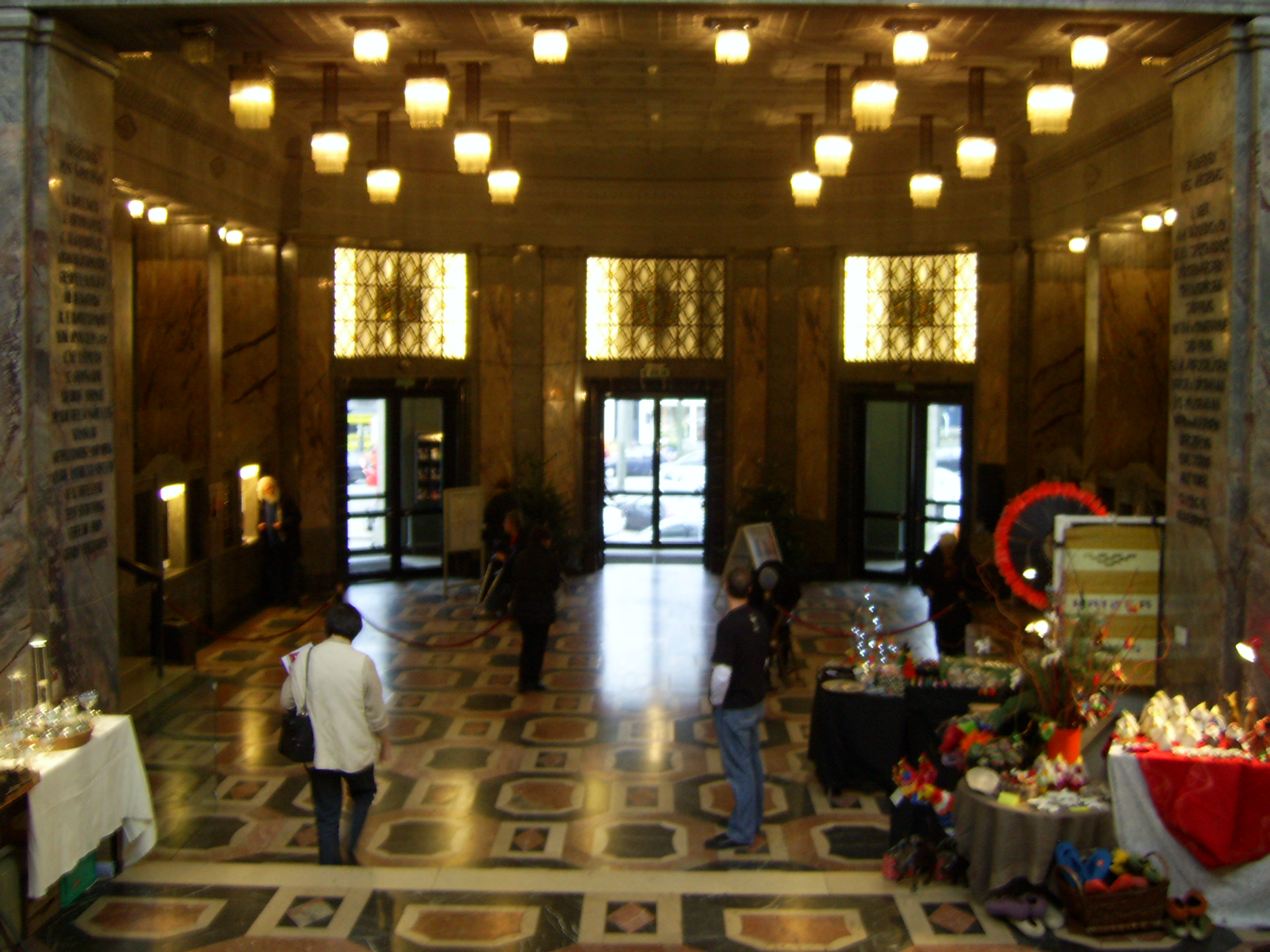
Lobbyn
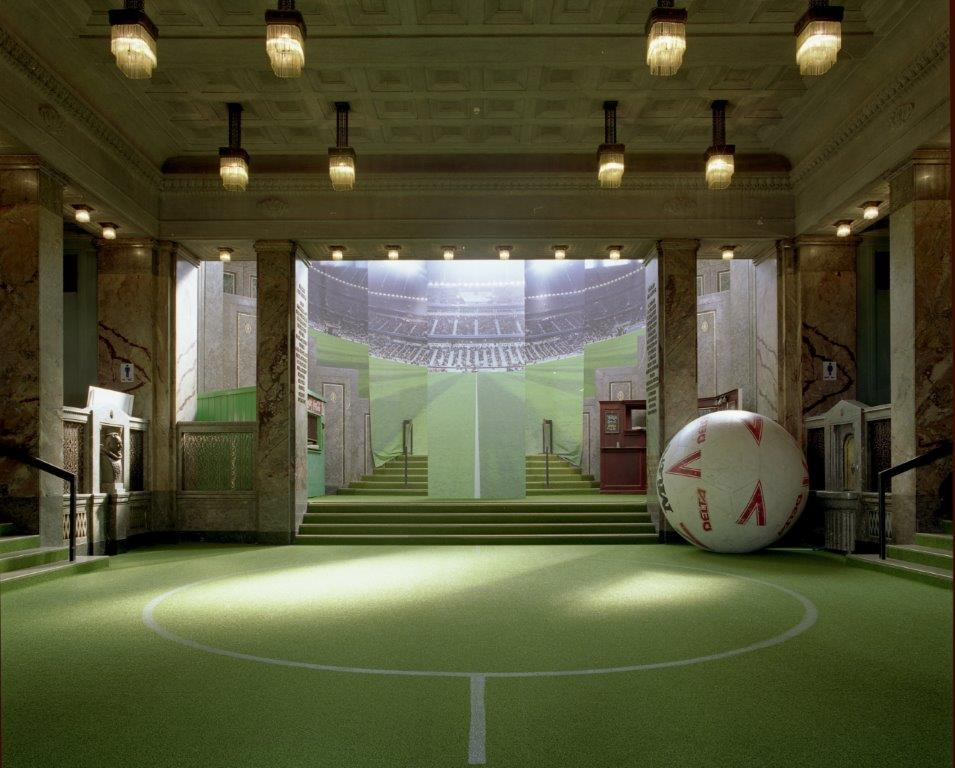
Fotbollsutställning 2006
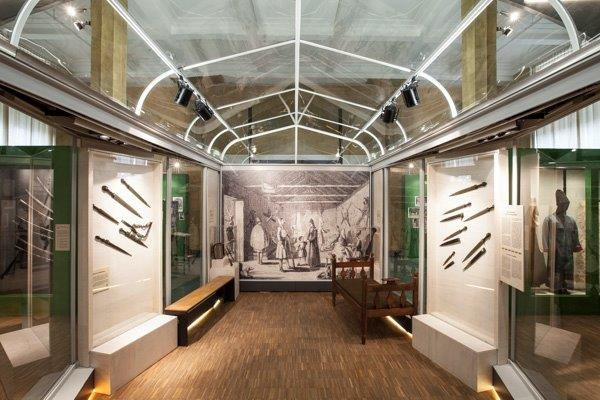
Utställningsrum